# آرون مکونا
آرون مکونا (هلندی: Aaron Mokoena؛ زادهٔ ۲۵ نوامبر ۱۹۸۰) یک بازیکن فوتبال اهل آفریقای جنوبی است.
وی همچنین در تیم ملی فوتبال آفریقای جنوبی بازی کرده‌است.